# خلیل اوبا
خلیل اوبا ( ترکی آذربایجانی: Xəlıloba) یک منطقهٔ مسکونی در جمهوری آرتساخ است که در استان کاشاتاق واقع شده‌است.